# Pfarrhaus (Schöngeising)

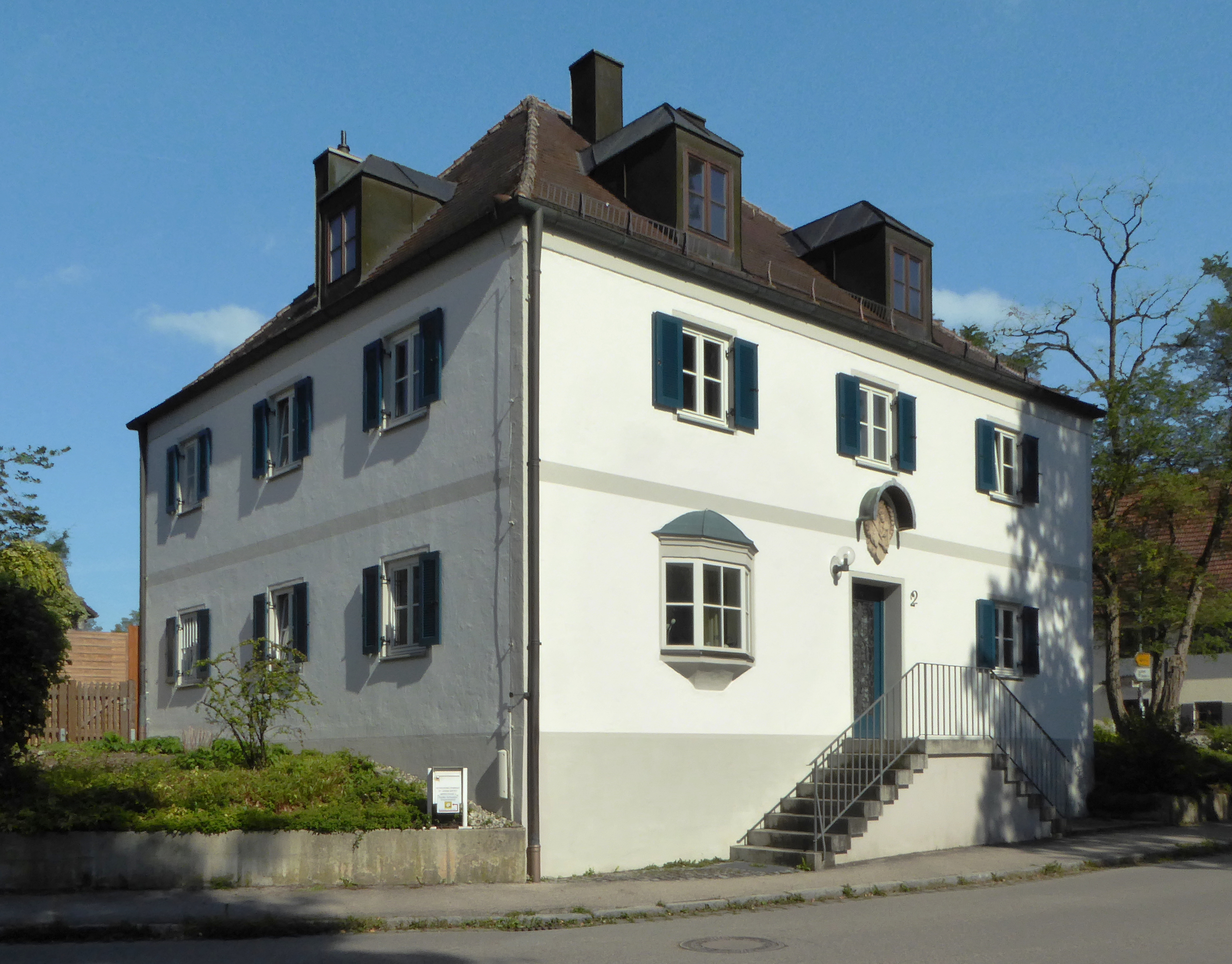
Pfarrhaus in Schöngeising

Das katholische Pfarrhaus in Schöngeising, einer Gemeinde im oberbayerischen Landkreis Fürstenfeldbruck, wurde 1818 errichtet. Das Pfarrhaus an der Amperstraße 2 ist ein geschütztes Baudenkmal.
Der zweigeschossige Walmdachbau auf einem Hochkeller besitzt einen Fenstererker an der Straßenseite. Das Gebäude mit drei zu drei Fensterachsen wird durch eine zweiseitige Freitreppe erschlossen.